# Comunicado de Xangai
O Comunicado Conjunto dos Estados Unidos da América e da República Popular da China, também conhecido como Comunicado de Xangai (1972), foi um documento diplomático emitido pelos Estados Unidos da América e pela República Popular da China em 27 de fevereiro de 1972, na última noite da visita do presidente Richard Nixon à China.

## Documento
Os Estados Unidos reconheceram formalmente que "todos os chineses de ambos os lados do Estreito de Taiwan afirmam que existe apenas uma China". O uso da palavra "reconhecer" em vez de "aceitar" é freqüentemente citado como um exemplo da posição ambígua dos Estados Unidos em relação ao futuro de Taiwan. O comunicado também incluiu desejos de expandir os contatos econômicos e culturais entre as duas nações, embora nenhuma medida concreta tenha sido mencionada. O comunicado afirma que a normalização das relações contribuirá "para o relaxamento da tensão na Ásia e no mundo".

## Legado
"[O] que dissemos naquele comunicado não é tão importante quanto o que faremos nos próximos anos para construir uma ponte através de 16 000 milhas e 22 anos de hostilidade que nos dividiram no passado."
Richard Nixon, falando em um banquete em Xangai logo após a emissão do comunicado,

Richard Nixon, speaking at a Shanghai banquet shortly after the issuing of the communiqué,  27 de maio de 1972
O Comunicado de Xangai representou as primeiras negociações diplomáticas dos Estados Unidos com a República Popular da China desde sua fundação em 1949 e foi a primeira comunicação oficial com o Partido Comunista Chinês desde a Missão Dixie de 1944 a 1947.
Em uma visita a Taipei em março de 1972, o diplomata norte-americano Marshall Green argumentou com o ministro das Relações Exteriores de Taiwan, Chow Shu-Kai, que a aceitação do comunicado representava uma mudança nas prioridades da RPC. Ou seja, Green argumentou que o comunicado demonstrou que a RPC valorizava a paz com os Estados Unidos acima do confronto com Taiwan e, posteriormente, aumentou a segurança de Taiwan.:211
As consequências do escândalo Watergate no final de 1972 levaram Nixon a diminuir a prioridade de outros esforços diplomáticos com a RPC.
As relações entre os dois países foram oficialmente normalizadas com o Comunicado Conjunto sobre o Estabelecimento de Relações Diplomáticas. O comunicado foi emitido em 1º de janeiro de 1979, o mesmo dia em que a Lei de Relações com Taiwan também entrou em vigor.
Em um artigo de opinião de fevereiro de 2017 para o The Diplomat, o presidente do Comitê Nacional de Relações EUA-China, Stephen Orlins, elogiou o Comunicado de Xangai pela estabilidade através do Estreito que ofereceu a Taiwan. Orlins disse que o comunicado ajuda a garantir a confiança com o investimento ocidental em Taiwan por causa dos amplos impactos da abertura da China e do contínuo diálogo de alto nível através do Estreito.